# Дарья
Да́рья — женское русское личное имя древнеперсидского происхождения, восходящее к двухосновному имени др.-перс. 𐎭𐎠𐎼𐎹𐎺𐎢𐏁 Dārayava(h)uš (современное написание — перс. داریوش‎, «Дарьюш»): «дара» — «обладающий, владеющий» + «вауш» — «добрый, благой». Церковная форма имени — Да́рия. Другие варианты имени — Дари́на, Дарья́на (фиксировались в современный период, после Октябрьской революции). Распространённая краткая форма имени — Да́ша. Мужское парное имя — Да́рий (точнее, изначально имя было мужским, а имя Дарья образовалось как парное к нему). Имя Дарий в античности — это имя трёх могущественных персидских царей (см. Дарий I, Дарий II, Дарий III). Макс Фасмер в «Этимологическом словаре русского языка» полагал, что имя Дарья является краткой формой имени Дорофея.

## История имени
Имя Дария в христианском именослове соотносится прежде всего с именем раннехристианской мученицы Дарии Римской, казнённой, согласно преданию, вместе со своим супругом Хрисанфом в годы правления императора Нумериана (III век). Помимо неё, в святцах упоминается ещё св. Дария, пострадавшая за веру при императоре Траяне (начало II века).

## Частотность имени
Имя Дарья входило в число традиционно распространённых женских русских имён. В XVIII веке оно употреблялось во всех сословиях, но было преимущественно именем крестьянства и купечества. По сведениям, собранным В. А. Никоновым, во второй половине XVIII века частотность имени среди крестьянок достигала высоких значений: 48 ‰ у крестьянок Можайского уезда (то есть выявлялось 48 носительниц имени в пересчёте на 1000 учтённых), 44 ‰ — в Козельском уезде, 41 ‰ — в удельных сёлах Подмосковья. У коломенских купчих частотность имени составляла 42 ‰, у московских — 37 ‰, тогда как у дворянок это имя встречалось с частотностью 9 ‰.
В дальнейшем в течение XIX века имя приобрело выраженную социальную специфичность, становясь преимущественно крестьянским распространённым именем (наряду с такими именами, как Агафья, Евдокия, Марфа, Матрёна, Фёкла). После Октябрьской революции имя практически вышло из употребления и почти не использовалось при наречении новорожденных в первые десятилетия советской власти: оно прочно ассоциировалось с дореволюционными порядками, косным крестьянским бытом, считалось «пошлым», «мещанским». Подсчёты частотности имён, осуществлённые В. А. Никоновым в 1961 году и охватившие 7 областных центров и 10 областей центральной России, не выявили ни одного случая наречения этим именем. Оно также отсутствует в статистических сведениях наречений именами новорождённых в Ленинграде в период с 1920-х по 1960-е годы, собранных А. В. Суперанской и А. В. Сусловой.
Возрождение интереса к имени наметилось в 1970-е годы. Показательно юмористическое стихотворение Виктора Бокова «Дарья», в котором родители и родственники обсуждают неожиданный выбор имени для новорождённой девочки:
Молодой отец сердился,

Целый день ходил не в духе:

— Дарья! Что это такое?

Дарья! Что это за имя! —

Тёща зятя устыжала:

— Полно, чем ты недоволен?

Дарья — это дар природы,

Это лучше, чем Светлана,

Проще, твёрже и сурьёзней…
Эти строки написаны в 1962 году, то есть тогда, когда самыми «модными» именами у новорождённых девочек были Ирина, Татьяна, Светлана, Елена, а имя Дарья не использовалось вообще. Таким образом, стихи Виктора Бокова стали своеобразным предвестником перемены в судьбе имени. Характерно также, что в стихотворении отмечена кажущаяся смысловая связь (из-за созвучности) имени Дарья с понятием «дар»: возрождение популярности имени сопровождалось его переосмыслением в массовом сознании именно в таком ключе.
Как отмечали Суперанская и Суслова, частотность имени в Ленинграде в 1980-е годы составила уже 22 ‰. На рубеже XX—XXI веков имя приобрело массовую распространённость, став в 2000-е годы одним из наиболее востребованных женских имён. Так, в Москве в 2005 году имя было на 4-м месте (частотность составляла 50 ‰), а в 2006—2008 годах имя прочно удерживало 3-е место, уступив только именам Анастасия и Мария. В 2005—2009 годах в Санкт-Петербурге имя отмечалось в тройке лидеров. В Хабаровском крае в 2009 году имя по массовости занимало 2-е место с частотностью 50 ‰, пропустив вперёд лишь имя Анастасия.
Распространённое имя у казахов.

## Известные носительницы
- Дарья Ростовская — дочь ростовского князя Андрея Фёдоровича, участница Куликовской битвы[14].
- Царица-инокиня Дарья (Анна Колтовская)
- Дарья Георгиевна — грузинская царица, последние годы жизни провела в России.
- Дарья Васильевна Потёмкина — мать Григория Потёмкина[15].
- Дарья Ливен
- Даша Севастопольская
- Княгиня Дарья Васильевна Олсуфьева-Боргезе — русско-итальянская художница, литератор, искусствовед, переводчица, жена князя Юнио Валерио Боргезе[16].

## В религии

### Именины
- Православные именины (даты даны по григорианскому календарю)[17]: 8 февраля, 14 марта, 1 апреля, 4 апреля, 17 августа, 18 августа.
- Католические: 17 июня[18], 25 октября[19].

### Святые
- Дарья Римская, мученица
- Дарья Тяпкина (почитается как Досифея Киевская и Досифей Киевский)
- Дарья Тимагина (Тимолина), мученица (+1919)[20]
- Дарья Улыбина (Сиушинская), мученица (+1919)[21]
- Дария (Зайцева), преподобномученица
- Дарья Шнякина, старица

## В культуре
- Дарья Псковская — легендарная псковская богатырица, погибшая в бою с литовским войском[22].
- В «Хождении за три моря» Афанасия Никитина персидским словом «дарья» обозначается море[23].
- В исторической песне «Русская девушка в татарском плену» («Не белая лебедка в перелёт летит…») упоминается Дарья-река[24].
- В русских народных заговорах Дарьей называются утренняя и вечерняя зори[25].
- В. Л. Боровиковский, «Лизонька и Дашенька».
- Дарья — главная героиня поэмы Н. А. Некрасова «Мороз, Красный нос», «некрасовская женщина», «красивая и мощная славянка», «женщина русской земли»[26].
- В. Я. Брюсов, «Обручение Даши».
- Дарья Булавина-Телегина (А. Н. Толстой, «Хождение по мукам»).
- Дарья Мелехова (М. А. Шолохов, «Тихий Дон»).
- В. Ф. Боков, «Дарья».
- «Дарья, Дарья» — песня группы «Аквариум» с альбома «Лилит».
- «Дарья» — мультипликационный сериал, выпущенный MTV, названный по имени главной героини Дарьи Моргендорфер.
- Дарья Донцова, цикл «Любительница частного сыска Даша Васильева».
- Группа «Белый день» — песня «Дарья, ты душа».
- «Дарья Васильевна» — стихотворение Мэйти из альбома поэзии «Почтальон снов» (печатное издание и аудиоверсия)[27].
- «Дарья» — песня группы Pizza.